# Epicauta dalihodi
Epicauta dalihodi es una especie de coleóptero de la familia Meloidae.

## Distribución geográfica
Habita en Taiwán.